# RBC Plaza
RBC Plaza es una torre de oficinas de 40 pisos y un centro comercial ubicado a lo largo de Nicollet Mall en el centro de Mineápolis, Minesota (Estados Unidos), que sirve como la sede de RBC Wealth Management. El edificio se conocía anteriormente como Dain Rauscher Plaza por Dain Rauscher Wessels, una firma regional de corretaje y banca de inversión con sede en Mineápolis. Tras la adquisición en 2000 de Dain Rauscher Wessels por parte del Royal Bank of Canada y el fin del uso de la marca por parte de RBC en 2008, el edificio recibió su nombre actual.
Está vinculado al sistema de vías aéreas de 64 bloques del centro de la ciudad con tres conexiones de vías aéreas independientes.
En 2014, el edificio recibió la certificación LEED en el nivel Gold del U.S. Green Building Council. El edificio también recibió la etiqueta Energy Star en 2014 por su eficiencia operativa.